# Hochspannung (Roman)
Hochspannung (Originaltitel: Overload) ist ein 1979 in deutscher Übersetzung erschienener Roman von Arthur Hailey.

## Handlung
Im Mittelpunkt der Handlung steht Nim Goldman, einer der Direktoren des kalifornischen Strom- und Gaskonzerns Golden State Power and Light (abgekürzt GSPL, von den Angestellten scherzhaft aufgelöst als God’s Power and Love). Goldman sieht sich, ebenso wie die übrigen Mitarbeiter des Konzerns, einer schwierigen Situation gegenüber: Da der Bedarf an elektrischer Energie ständig steigt, kann der Konzern nur noch unter großen Schwierigkeiten genügend Strom produzieren, um die kalifornischen Verbraucher ausreichend zu versorgen. Daher wäre es unbedingt nötig, die Kraftwerkskapazitäten zu erhöhen, doch der Bau neuer Kraftwerke wird aus Naturschutzgründen oder anderen Erwägungen von verschiedenen Behörden und Organisationen vehement abgelehnt.
Zu Beginn des Romans steht die Energieversorgung Kaliforniens aufgrund einer ungewöhnlichen Hitzewelle kurz vor dem Kollaps – in dieser Situation verübt eine Gruppe von Terroristen, die sich ausgerechnet Freunde des Friedens nennt, einen Bombenanschlag auf eines der größten Kraftwerke des Konzerns, so dass das Stromnetz von einem Augenblick auf den anderen komplett ausfällt. Abgesehen davon, dass ein Freund Nim Goldmans bei der Explosion ums Leben kam und er dessen Familie beistehen muss, sieht er sich als Sprecher des Konzerns mit Vorwürfen konfrontiert, man habe nicht genügend neue Kraftwerkskapazitäten geschaffen. Seinen Einwand, dass alle diesbezüglichen Planungen von der Politik torpediert wurden, will niemand hören.
Gleichzeitig sieht sich der Konzern der Kritik des Verbraucherverbands power and light for people ausgesetzt, der die hohen Strompreise kritisiert und den Konzern als profitgierigen Ausbeuter ansieht. Insbesondere Davie Birdsong, der Vorsitzende dieses Verbandes, nimmt hier kein Blatt vor den Mund und steht bald im Fokus der Öffentlichkeit, die eher ihm als dem Konzernsprecher Goldman glauben möchte. Hinter den Kulissen arbeitet Birdsongs Verband freilich mit den Terroristen der Freunde des Friedens zusammen, ebenso knüpft er Verbindungen zum Sequoia Club, einer altehrwürdigen Naturschutzvereinigung, die von der besseren Gesellschaft Kaliforniens finanziert wird. Dort weiß man nichts von Birdsongs Verbindung zu den Terroristen und nur mit einer Gegenstimme beschließt der Vorstand nach langer Diskussion eine hohe finanzielle Unterstützung für Birdsong, die er teilweise wiederum an die Terroristen weiterleitet.
Neben den beruflichen Problemen gibt es auch allerlei Schwierigkeiten in Goldmans Privatleben: Als notorischer Schürzenjäger hat er zahlreiche Affären, so dass die Ehe mit seiner Frau Ruth in eine Krise geraten ist. Lediglich die beiden Kinder hindern die Eheleute noch an der Trennung. Auch das Verhältnis zu Goldmans Schwiegereltern ist angespannt: Als strenggläubige Juden möchten sie unbedingt, dass ihr Enkel Benji eine Bar Mizwa haben soll, was der atheistisch eingestellte Goldman aber ablehnt.
Als Goldman im Konzern durch Zufall eine Karte sieht, auf der Haushalte markiert sind, die unbedingt mit Strom versorgt werden müssen und daher im Notfall bevorzugt behandelt werden, beschließt er spontan, einmal an einem dieser Punkte, der auf seinem Heimweg liegt, anzuhalten. Dort lernt er Karen Sloan kennen, die durch Kinderlähmung vom Hals abwärts gelähmt und auf ein elektrisches Beatmungsgerät angewiesen ist. Trotz anfänglichen Zögerns und eines schlechten Gewissens beginnt er schließlich eine Affäre mit der jungen Frau. Anders als viele ausschließlich sexuelle Kontakte, fasziniert ihn hier jedoch auch die ungewöhnliche Persönlichkeit Karens, die trotz ihrer Behinderung das Beste aus ihrem Leben macht und ihm auf ihre kluge Art manchen Rat gibt.
Mit dieser Beziehung verbindet sich im Laufe der Handlung ein weiterer Konflikt, in den Goldman gerät: Durch die hohen Preise für Strom und Gas haben die Fälle von Energiediebstahl stark zugenommen. Der Konzern hat daher ein spezielles Ermittlerteam zusammengestellt das Manipulationen an Strom- und Gasleitungen aufdecken soll. Sehr bald stellt sich heraus, dass offenbar eine professionelle Bande am Werk ist, die Gasleitungen manipuliert. Leider gehört auch Karen Sloans Vater, der eine kleine Installationsfirma betreibt, dazu. Er hat sich an diesem Betrügereien vor allem beteiligt, um seine Tochter finanziell unterstützen zu können (nicht zuletzt weil er und seine Frau ein schlechtes Gewissen gegenüber ihrer Tochter haben: Sie hatte sich die Infektion, die zu ihrer Lähmung führte, in einem Ferienlager zugezogen, in das die Eltern sie gegen ihren Willen geschickt haten). Trotz dieser tragischen Umstände kann Goldmann die Ermittlungen gegen Karens Vater natürlich nicht niederschlagen, sondern der Fall muss zur Anzeige gebracht werden und Karens Vater eine hohe Strafe zahlen, so dass er seine Tochter fortan nicht mehr unterstützen kann. Auch wenn Nim einsieht, dass er nicht zugunsten der Familie seiner Freundin eingreifen kann, deprimiert ihn dieser Vorgang, denn im Falle eines hochrangigen ehemaligen Richters (der zudem für die GSPL gearbeitet hatte) ist man wesentlich schonender vorgegangen. Auch wenn der zuständige Ermittler beteuert, er wäre gegen den Richter genauso hart vorgegangen wenn die Beweise ebenso ebenso eindeutig wie im Fall von Karens Vater gewesen wären, kann Nim sich des Eindrucks nicht erwehren, dass mit zweierlei Maß gemessen wird.
Inzwischen laufen die polizeilichen Ermittlungen gegen die Freunde des Friedens, die jedoch bislang nicht von Erfolg gekrönt sind. Auch die Bemühungen um den Bau neuer Kraftwerke werden weiterhin von allen Seiten behindert. Immer neue Anschläge der Terroristen erschüttern das Land, allerdings wird ein Mitglied der Terroristengruppe, Yvette, mittlerweile von Gewissensbissen geplagt. Sie übergibt der Journalistin Nancy Molineaux mehrere Tonbandkassetten und begeht anschließend Selbstmord. Als die Journalistin, die die junge Frau nicht recht ernst genommen hatte, nach dem Selbstmord die Bänder abhört, stockt ihr der Atem: Die Freunde des Friedens wollen einen Bombenanschlag auf eine Tagung der amerikanischen Energiekonzerne verüben, zu der auch Goldman und seine Familie gereist sind. In letzter Minute kann die Katastrophe verhindert werden, allerdings kommt ein Polizist, mit dem Goldman zuvor bei der Aufklärung der Energiediebstähle zusammengearbeitet hatte, bei der Explosion einer zu spät entdeckten Bombe ums Leben.
Die Terroristin Yvette hatte auch die Gespräche zwischen Birdsong und dem Anführer der Freunde des Friedens, Georgos Archambault, aufgenommen, so dass die Verbindung zwischen dem Verbraucherverband und den Terroristen offenbar wird, ebenso die Finanzierung durch den Sequoia Club. Als Birdsong verhaftet wird, findet man in seiner Tasche eine vorbereitete Erklärung, in der „power and light for people“ den Bombenanschlag und die vielen Todesopfer bedauert – da das Schlimmste aber verhindert wurde, ist klar, dass er diese Erklärung schon im Vorhinein geschrieben hatte, also in die Anschlagspläne eingeweiht war. Der Sequoia Club ist ebenfalls kompromittiert, auch wenn er nichts von der Verbindung zwischen Birdsong und den Terroristen wusste. Obwohl der Club die GSPL ebenfalls in der Öffentlichkeit immer wieder scharf angegriffen hat, demonstriert Nim Goldman persönliche Größe, indem er in einem Interview die Wichtigkeit seriöser Naturschutzorganisationen als Gegengewicht zu großen Konzernen betont und den Wunsch äußert, dass der Sequoia Club seinen Ruf wiederherstellen kann.
Leider kann Archambault knapp der Polizei entkommen und wieder untertauchen.
In seinem Versteck plant er einen letzten Anschlag, die Fahndung nach ihm bleibt weiterhin erfolglos. Bei der GSPL entwickelt man schließlich eine eigene Idee: Den nächsten Stromrechnungen soll ein angeblich anonymes, in Wirklichkeit aber mit unsichtbarer Tinte nummeriertes Formular beigelegt werden, auf dem die Kunden ihre Meinung zum Service des Konzerns mitteilen sollen. Man hofft, dass Archambault dadurch so provoziert wird, dass er auf dem vermeintlich anonymen Blatt eine eindeutige Botschaft hinterlässt. Dieser Plan geht auch auf, mit Hilfe der normalerweise unsichtbar angebrachten Nummer kann seine Adresse ermittelt werden – jedoch gelingt es ihm, wiederum zu entkommen und seinen letzten Anschlag zu beginnen. Ein Angestellter des betreffenden Kraftwerks bemerkt ihn jedoch und fährt die Anlage in letzter Sekunde herunter. Archambault gerät in eine Pumpe und wird getötet.
Doch der durch die Notabschaltung verursachte Stromausfall hat schreckliche Folgen: Karen Sloan stirbt, weil die Notbatterie ihres Beatmungsgerätes erschöpft ist und ihre Helfer, die eine frische Batterie anschließen könnten, im Fahrstuhl festsitzen.
Als Nim Goldman davon erfährt, ist er tief erschüttert – umso mehr, als seine Frau Ruth ihm nach langem Zögern eröffnet hat, dass sie an Krebs erkrankt ist. Eine Heilung scheint ausgeschlossen, auch wenn sie mit der Krankheit noch viele Jahre leben kann. Vor diesem Hintergrund finden die Eheleute wieder zueinander, auch in Bezug auf die Religion konnte Goldman über seinen Schatten springen und die Bar Mizwa für seinen Sohn erlauben. Somit ist sein Familienleben wieder auf einem guten Weg und auch beruflich geht es voran: Nachdem die Freunde des Friedens ausgeschaltet wurden, hat der Konzern keine Anschläge mehr zu befürchten. Auch der teilweise berechtigte, teilweise übertriebene Widerstand der Öffentlichkeit und der Politik gegen neue Kraftwerke lockert sich, nachdem die ersten regelmäßigen Stromsperren notwendig geworden sind.

## Ausgaben
- Hochspannung, Ullstein 1979, ISBN 3-548-24446-7.